# Řadov
Řadov je název lokality v přírodním parku Orlice na katastrálním území Brandýsa nad Orlicí a dětského tábora. Z Brandýsa nad Orlicí vzdáleného cca 1,5 km je tábor přístupný po lesní cestě a červeně značené turistické trase.

## Historie
Tábor v Řadově původně určený pro vysokoškolské studenty byl založen v roce 1924 v údolí Tiché Orlice východně od Brandýsa nad Orlicí otcem prezidenta Václava Havla Václavem Maria Havlem, který byl prvním předsedou Svazu československého studentstva a též předsedou Obrodného hnutí československé mládeže. Řadov nebyl jeho jedinou aktivitou v tomto kraji. V roce 1930 přibyl asi tři kilometry západně tábor Kouty určený pro studenty středoškolské. Zatímco z Kout zbyly jen ruiny Řadov stále plní svou funkci, i když z původních třiceti chat se jich dochovala jen malá část. Stále stojí i budova s jídelnou. Od roku 1978 patří tábor sboru dobrovolných hasičů Česká Třebová, od kterých si jej v posledních letech pronajímá Občanské sdružení Lilie.

## Galerie

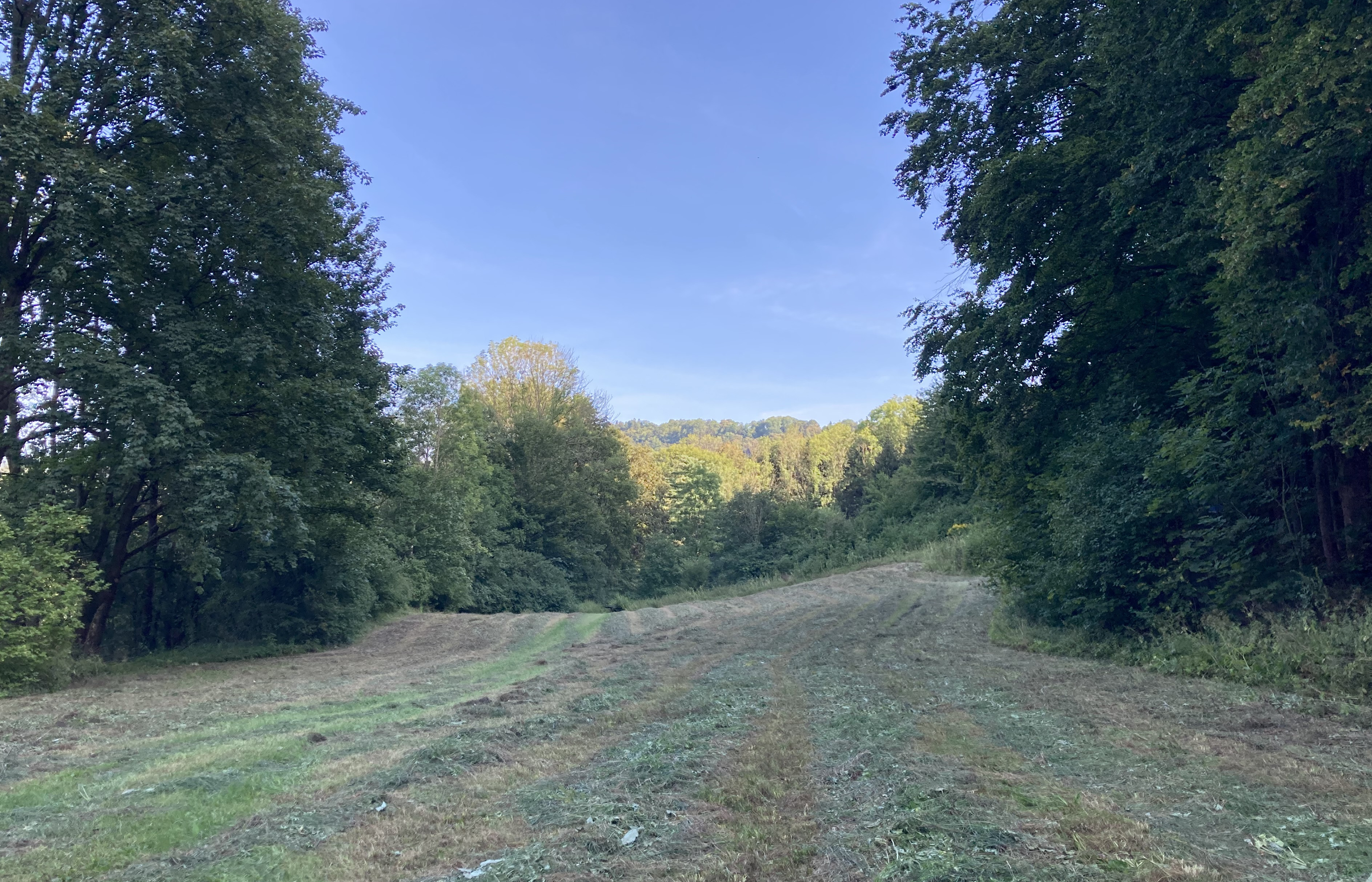
Louka v Řadově
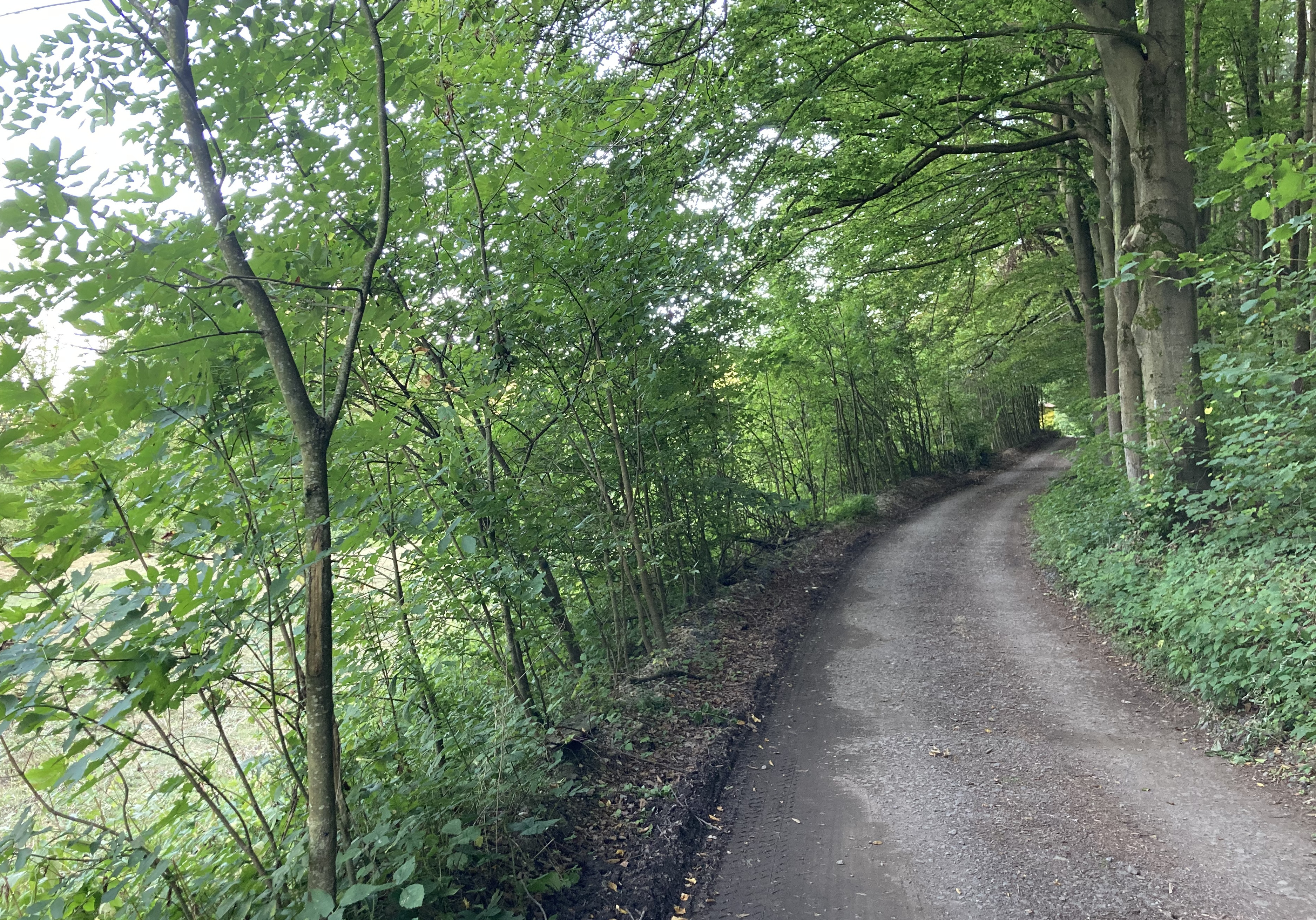
Západní cesta vedoucí od Brandýsa
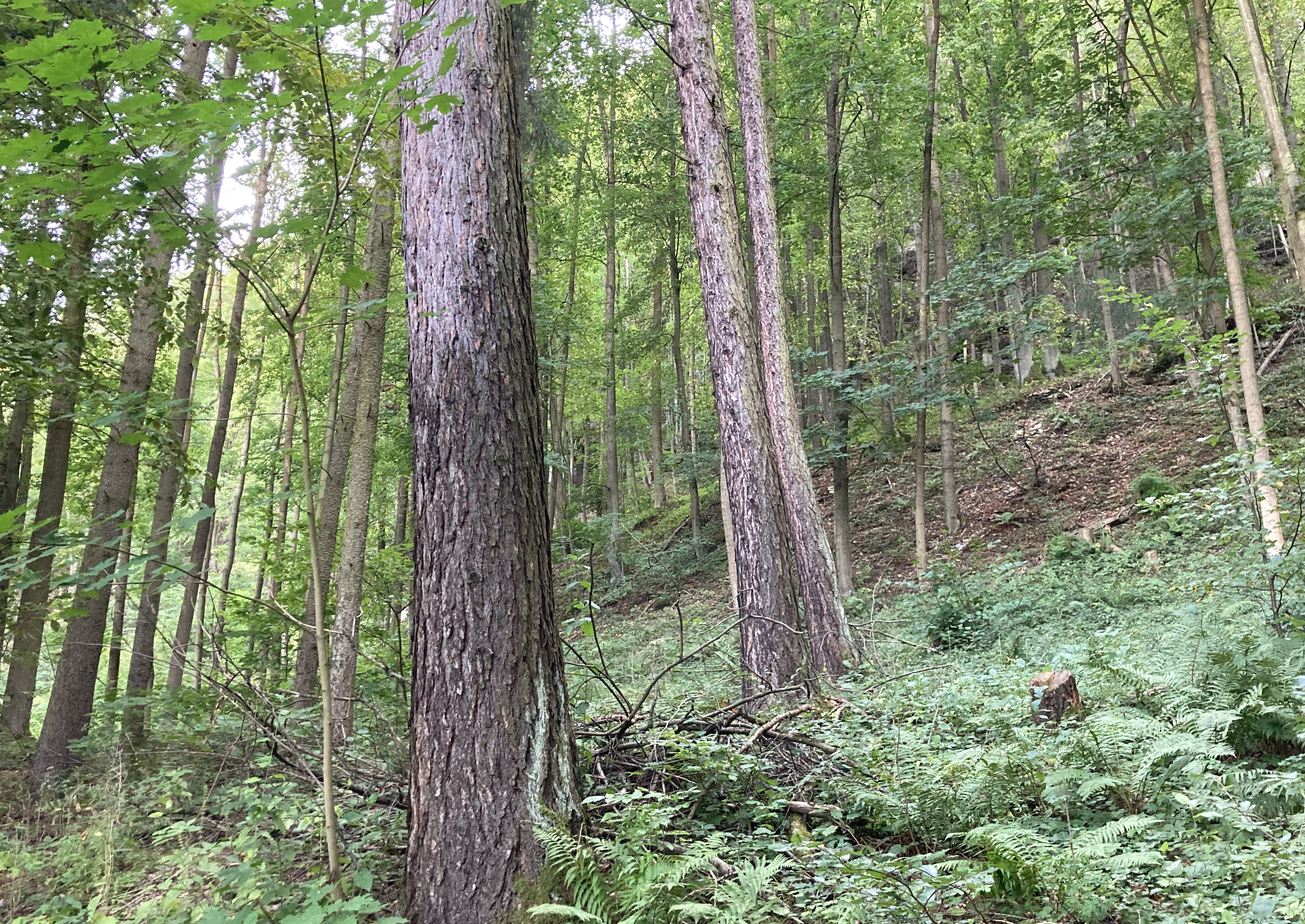
Lesní svah v Řadově